# Goniochloridales
Goniochloridales é uma ordem de microalgas unicelulares heterocontes fotossintéticas pertencentes à classe Eustigmatophyceae. Na sua presente circunscrição taxonómica, a ordem é um táxon monotípico tendo Goniochloridaceae como a única família e três géneros.

## Descrição
São microalgas unicelulares.

## Taxonomia e sistemática
O agrupamento inclui a seguinte família e géneros:
- Família Goniochloridaceae
  - Goniochloris
  - Pseudostaurastrum
  - Trachydiscus